# ひだ型巡視船
ひだ型巡視船（ひだがたじゅんしせん、英語: Hida-class patrol vessel）は、海上保安庁の巡視船の船級。分類上はPL（Patrol vessel Large）型、船種は2,000トン型。建造費用は1隻あたり約79億円であった。

## 来歴
海上保安庁では1985年の日向灘不審船事件を受けて昭和62年度より180トン型PSを、また1999年の能登半島沖不審船事件を受けて平成11年度より高速特殊警備船を順次に整備するとともに、1,000トン型の高速高機能大型巡視船の計画も進めることで北朝鮮による工作船事案に対する体制を整備してきた。しかし2001年に発生した九州南西海域工作船事件において対処中の巡視船に対してRPG-7対戦車擲弾発射器が発射され、更に自沈した工作船を引き上げたところ82mm無反動砲や携帯式防空ミサイルシステムのように、従来考えられていたよりも長射程で強力な兵器を搭載していたことが判明した。
このことから計画中の高速高機能大型巡視船に対し、これらの兵器をアウトレンジして遠距離から精確な射撃が可能となる新型機銃の導入が決定されるとともに、単独の巡視船ではなくユニット単位で対応する体制が整備されることとなった。当初警備救難部では、高速高機能大型巡視船を元にヘリコプター甲板を設置した2,000トン型1隻を指揮船として1,000トン型2隻、高速特殊警備船3隻でユニット（機動船隊）を構成しこれを5隊整備することを構想した。しかし予算当局の査定を受けた結果、太平洋岸に配備予定だった2隊が削られるとともに各ユニットからも1,000トン型1隻と高速特殊警備船1隻が削られて4隻×3隊の整備となった。このうち指揮船となる2,000トン型として建造されたのが本型である。上記の経緯より予算要求時には「ヘリ甲板付き高速高機能大型巡視船」と称されていた。

## 設計
1,000トン型（あそ型）では船体を総アルミニウム合金製としたのに対し、本型では上部構造物はアルミニウム合金で造られているが主船体は高張力鋼製とされた。船型は角型をベースとした高速船型とされ、船首にはブルワークが設けられており優れた凌波性・堪航性・復原性を実現した。
概算要求の段階ではおじか型と同様に中央に大きな煙突を備えるシルエットが予定されていたが、坂本茂宏警備救難監の指示によって煙突を廃止し、また荒天時の甲板作業に備えて船橋構造脇を閉囲するなど高速艇を思わせる船容となった。特に上部構造物両舷の通路は船尾側はオープンであるが前方は青波の打ち込みを防ぐためエンクローズされており、甲板で待機する乗員にとって格好の待機スペースとなっている。

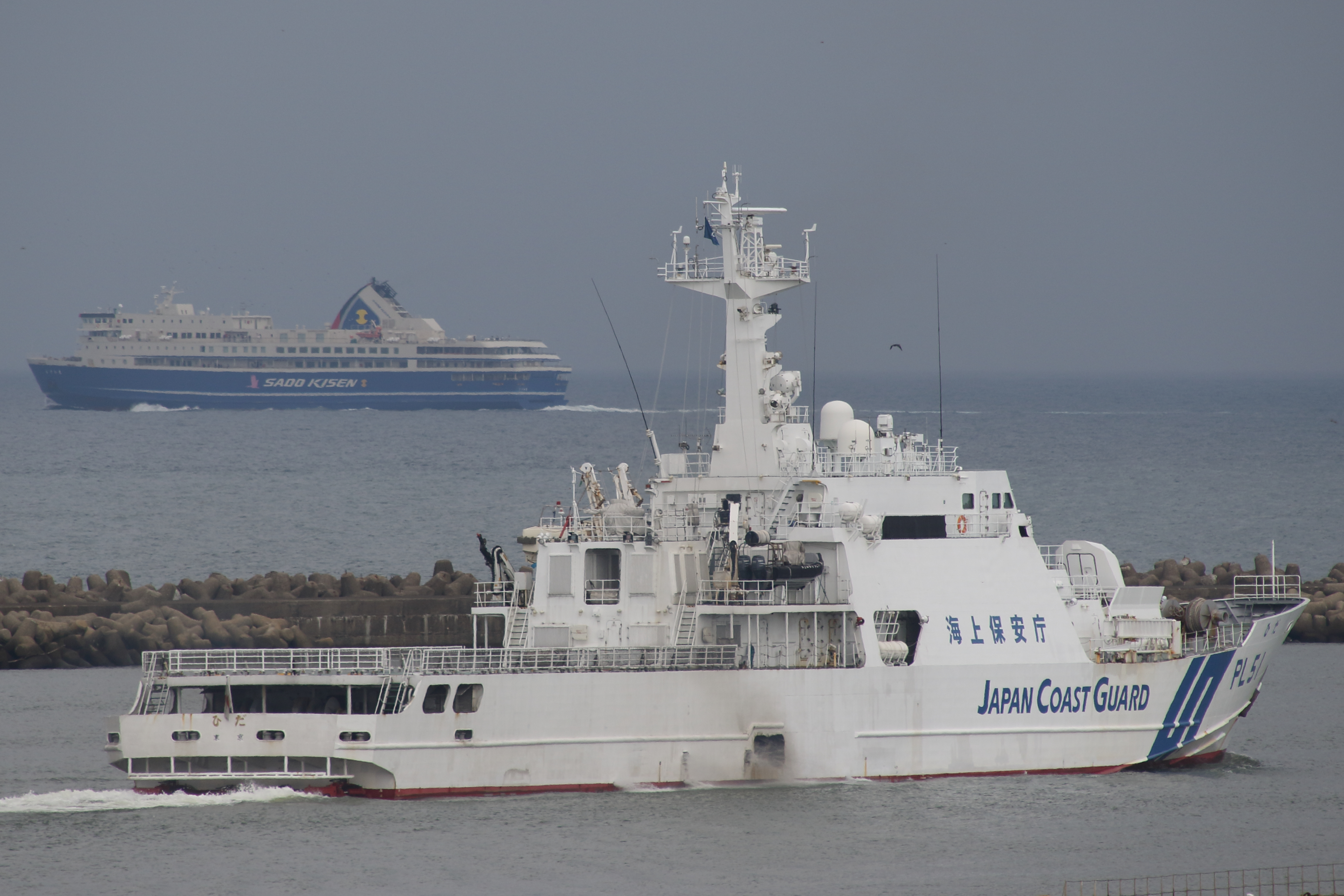
船尾側からの船影

航空運用能力を要求されたことから船尾甲板はヘリコプター甲板としたが、当時海保最大のヘリコプターだったAS.332だけでなく竣工時には未就役だった発展型であるEC.225にも対応した強度を確保した。また減揺装置として1組のフィンスタビライザーを備えている。

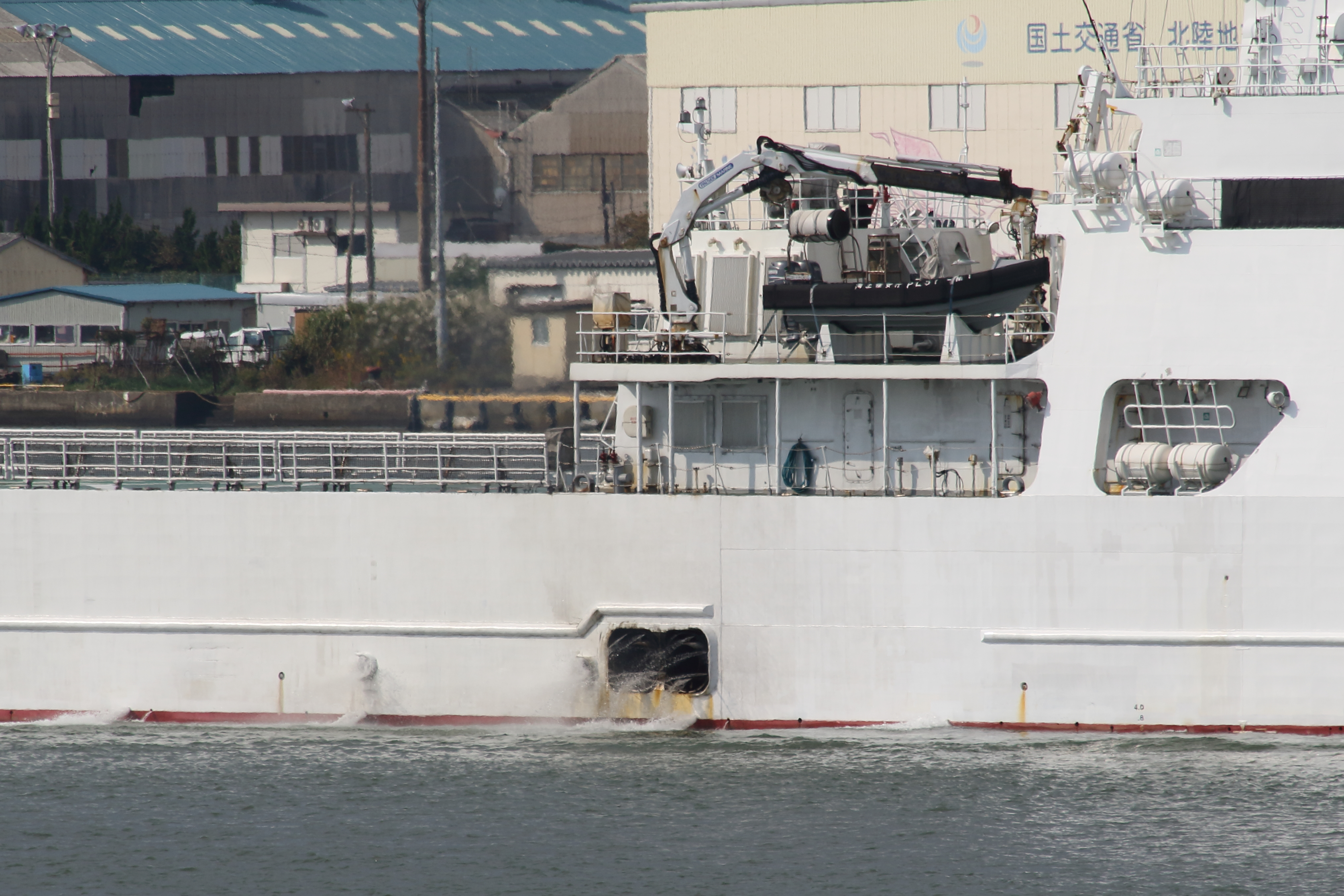
「ひだ」の排気口。就役時になかった散水装置がある。

主機関は4基の高速ディーゼル機関が搭載されている。これらは外舷機2基と内舷機2基にわけて前後にシフト配置されている。推進器としてはウォータージェット推進器4基を備えた。4基すべてに逆噴射用のバケットが装着されており、左右にも振ることができるなど操縦性に優れたものとなっている。排気は舷側排気とされており重心降下・軽量化には効果があったが、排気ガスで船体後半部が半日で真っ黒になってしまうという問題もあった。排気口に散水装置を取り付けて黒煙拡散の軽減を図っているが、根本的解決に至ってはいない。
主電源はディーゼル発電機、また予備電源としてシール型（制御弁式）蓄電池を搭載している。

## 装備
上記の経緯より本型は機動船隊の指揮船として期待されている。このことからヘリコプターが撮影した映像を受信するヘリコプター撮影画像伝送システム（ヘリテレ装置）、さらにこれを地上基地に転送する衛星映像伝送システム船上型（船テレ装置）を備えている。また操舵室側面には可搬式の停船等表示装置を設置できる。
主兵装は先行するあそ型と同じボフォースMk.3 40mm単装機銃である。やはり同様に赤外線捜索監視装置と連動することで射撃管制機能（FCS）を備えており、荒天時においても工作船搭載武装の射程外から容疑船の舵や機関に対して精確で安定した射撃を可能としている。本型の場合はさらにRFSと連接されたJM61-RFS 20mm多砲身機関砲も背負い式に搭載して火力を高めている。なお安全確保のため防弾化が図られている。また他の巡視船と同様船橋上に赤外線捜索監視装置や遠隔監視採証装置を備えており、対工作船対応能力に加え夜間における海難事故への対処能力が向上した。
舟艇は船橋構造後方に7メートル型高速警備救難艇と複合型警備艇各1隻を備えている。

## 同型船
基本的に海上保安庁の巡視船艇は一部のPLHを除き配備される管区毎に基づいた命名がなされるが、本型式を始め不審船ユニットとして整備された各船は、そのような命名がなされていない数少ない型式である。
| 計画年度 | #     | 船名     | 建造                 | 進水           | 竣工          | 所属             |
| -------- | ----- | -------- | -------------------- | -------------- | ------------- | ---------------- |
| 平成15年 | PL-51 | ひだ     | 三菱重工業下関造船所 | 2005年8月9日   | 2006年4月18日 | 新潟(第九管区)   |
| 平成15年 | PL-52 | あかいし | 三菱重工業下関造船所 | 2005年10月21日 | 2006年4月18日 | 鹿児島(第十管区) |
| 平成16年 | PL-53 | きそ     | IHIMU横浜工場        | 2007年8月17日  | 2008年3月11日 | 境(第八管区)     |

## 登場作品
『虎07潜（タイガーゼロセブン）を救出せよ』
「あかいし」が登場。鹿児島港から出港し奄美大島付近での珊瑚密漁の取締まりに向かっていた最中、テロリストから地対空ミサイルによる攻撃を受けた海上自衛隊のP-3C対潜哨戒機が近くに不時着水するとの連絡を受けて現場に急行。脱出してきた乗員たちを救助する。その後、P-3Cを攻撃したテロリストたちが占拠する石油プラットフォームへ向かうこととなり、自衛隊と協力しながらテロリストたちと戦闘を繰り広げる。